# 掌叶树属
掌叶树属（学名：Euaraliopsis）是五加科下的一个属，为灌木或乔木植物。该属共有约11种，主要分布于亚洲热带、亚热带地区。